# Абатство Тен Дайнен
Абатство Тен Дайнен (на нидерландски: Abdij Ten Duinen, официално наименование Abdij Onze-Lieve-Vrouw Ten Duinen) е историческо цистерцианско абатство в гр.Коксейде, окръг Вьорне, провинция Западна Фландрия, Северозападна Белгия.

## История
Абатството е основано през 1107 г. Абатската църква, една от най-големите във Фландрия, е осветена през 1262 г.
През ХІІІ век абатството е богато и просперираща и има над 300 монаси.
По време на Стогодишната война (1337 – 1453) абатството запада. През 1550 г. в абатството има само около само двадесет монаси.
През 1566 г. калвинисти-иконоборци опожаряват абатството и прогонват монасите от манастира.
През 1601 г. част от монашеската общност се настанява в Ten Bogaerde и започва изграждането на нов манастир; няколко десетилетия по късно част от общността се прехвърля в Брюж.
По време на Френската революция през 1796 г. абатските имоти са конфискувани, а монасите отново прогонени.
Част от манастирските сгради – фермата Ten Bogaerde са запазени.
От 1950 г. те се ползват като земеделско училище. През 1993 г. сградата на църквата е възстановена и превърната в абатски музей. През 2004 г. общината купува фермата и я превръща в културен център.
Района на старото абатство е археологически обект.

## Абатска бираСинт Идесбалд
Бирата „Синт Идесбалд“ се вари от 1994 г., първоначално от пивоварната Brouwerij Damy в Олсене, която през февруари същата година става собственост на Brouwerij Huyghe. Пълното име на бирата е Sint-Idesbald Réserve Ten Duinen. Името си бирата получава по името на фламандския светец Идесбалд (1090 – 18 април 1167), третият абат на Тен Дайнен.